# Uniwersytet Technologiczny Nanyang
Uniwersytet Technologiczny Nanyang (NTU) (ang. Nanyang Technological University; malajski Universiti Teknologi Nanyang; chiń. upr. 南洋理工大学; chiń. trad. 南洋理工大學; tamil. நன்யாங் தொழில்நுட்ப பல்கலைக்கழகம்) – uniwersytet zlokalizowany w Singapurze, założony w 1981 roku. Szkoła początkowo koncentrowała się na edukacji w dziedzinach takich jak inżynieria, informatyka czy chemia, ale z czasem przekształciła się w uczelnię o profilu ogólnym, która oferuje również kursy i prowadzi badania z zakresu nauk społecznych i humanistycznych. 

## Struktura organizacyjna

### Kolegia i Szkoły
- Kolegium Inżynieryjne (College of Engineering)
  - Szkoła Inżynierii Chemicznej i Biomedycznej (School of Chemical and Biomedical Engineering SCBE)
  - Szkoła Inżynierii Cywilnej i Środowiskowej (School of Civil and Environmental Engineering CEE)
  - Szkoła Inżynierii Komputerowej (School of Computer Engineering SCE)
  - Szkoła Inżynierii Elektrycznej i Elektronicznej (School of Electrical and Electronic Engineering)
  - Szkoła Inżynierii Materiałowej i Ogólnej (School of Materials Science and Engineering)
  - Szkoła Inżynierii Mechanicznej i Powietrznej (School of Mechanical and Aerospace Engineering)
- Szkoła Biznesu Nanyang (Nanyang Business School)
- Kolegium Naukowe (College of Science)
  - Szkoła Nauk Biologicznych (School of Biological Sciences SBS)
  - Szkoła Nauk Fizycznych i Matematycznych (School of Physical and Mathematical Sciences SPMS)
- Kolegium Nauk o Człowieku, Społeczeństwie i Sztuki (College of Humanities, Arts, and Social Sciences)
  - Szkoła Sztuki, Dizajnu i Mediów (School of Art, Design and Media ADM)
  - Szkoła Komunikacji i Informacji im. Wee Kim Wee (Wee Kim Wee School of Communication and Information SCI)
  - Szkoła Nauk Społecznych i o Człowieku (School of Humanities and Social Sciences HSS)

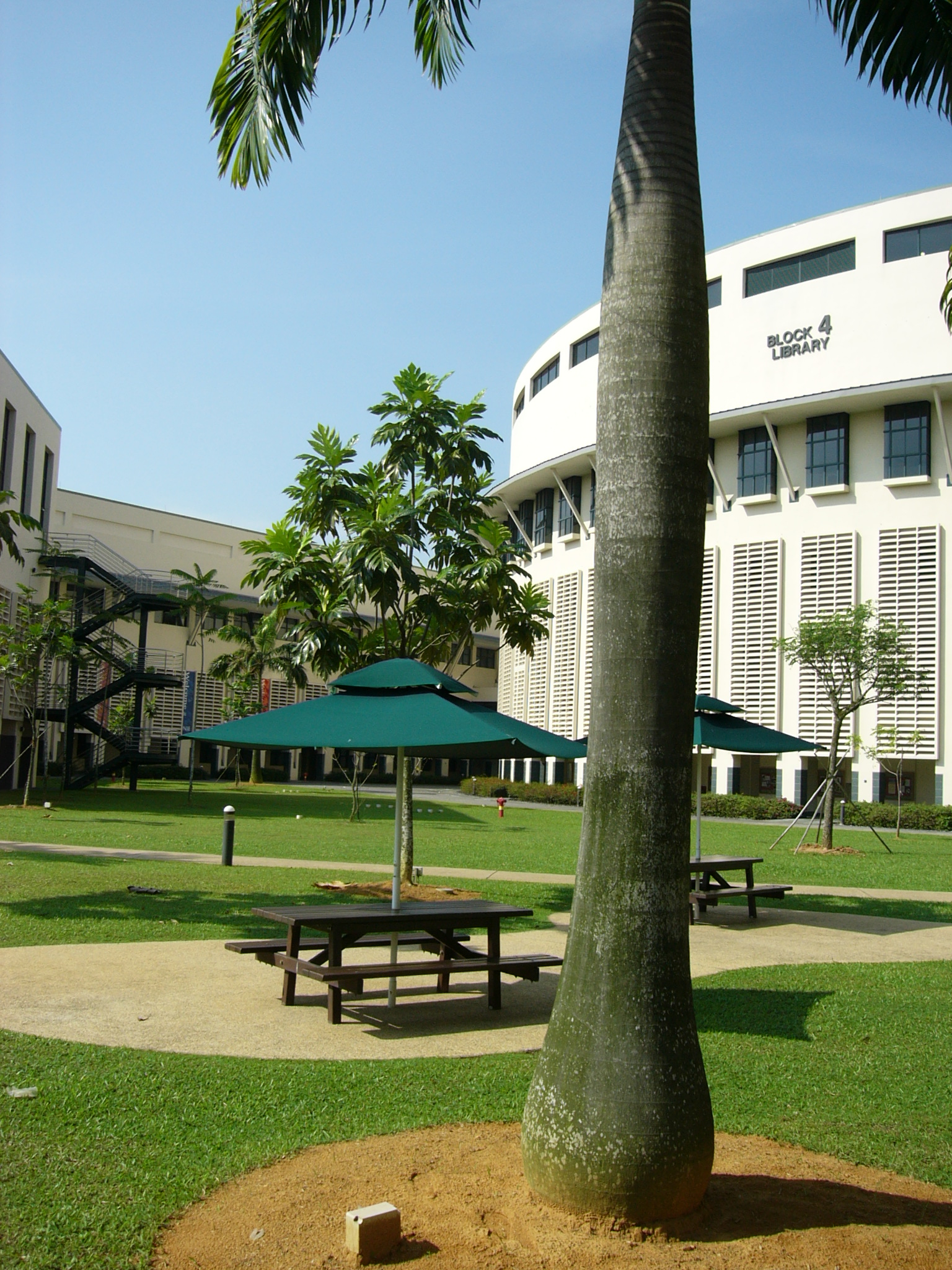
Biblioteka Narodowego Instytutu Edukacji

### Jednostki autonomiczne
- Obserwatorium Ziemskie Singapuru (Earth Observatory of Singapore)
- Narodowy Instytut Edukacji (National Institute of Education NIE)
- Szkoła Stosunków Międzynarodowych im. S. Rajaratnama (S. Rajaratnam School of International Studies RSIS)

### Instytuty i Centra Badawcze
- Instytut Konfucjusza (Confucius Institute)
- Instytut Nauk o Zdrowiu Cornell-Nanyang (Cornell-Nanyang Institute of Hospitality Management)
- Instytut Badań nad Energią (Energy Research Institute)
- Instytut Zaawansowanych Studiów (Institute of Advanced Studies)
- Instytut Innowacji Mediów (Institute for Media Innovation)
- Chińskie Centrum Badawcze Przedsiębiorczości im. Liena (Lien Chinese Enterprise Research Centre)
- Instytut Badań nad Środowiskiem i Zasobami Wodnymi Nanyang (Nanyang Environment and Water Research Institute)
- Centrum Przedsiębiorczości Technicznej Nanyang (Nanyang Technopreneurship Center)
- Centrum Badań na Rozwojem Drobnej Przedsiębiorczości (Centre for Research on Small Enterprise Development CRSED)
- Chińskie Centrum Dziedzictwa Kulturowego (Chinese Heritage Centre CHC)
- Singapurski Instytut Informacji i Komunikacji (Information Communication Institute of Singapore ICIS)
- Instytut Obrony i Studiów Strategicznych (Institute of Defence and Strategic Studies IDSS)
- Instytut Nauk o Środowisku i Inżynierii (Institute of Environmental Science and Engineering IESE)

## Klastry

### Klaster Inżynierii Biomedycznej i Farmaceutycznej (BPE Cluster)
- Centrum Badawcze Inżynierii Biomedycznej (Biomedical Engineering Research Centre BMERC)
- Centrum Biotechnologii (Centre for Biotechnology CBT)
- Centrum Inżynierii Chiralnej i Farmaceutycznej (Centre for Chiral and Pharmaceutical Engineering CCPE)
- Zintegrowane Cyfrowo Laboratorium Interwencji Medycznych (Computer-integrated Medical Intervention Laboratory CIMIL)
- Laboratorium Mechaniki Fizjologicznej (Physiological Mechanics Laboratory PML)

### Klaster Nanotechnologii (NanoCluster)
- Centrum Badawcze Zaawansowanych Materiałów (Advanced Materials Research Centre AMRC)
- Wydział Analiz, Charakterystyk, Testów i Symulacji (Facility for Analysis, Characterisation, Testing and Simulation FACTS)
- Centrum Mikroelektroniki (Microelectronics Centre MEC)
- Centrum Mikromaszyn (MicroMachines Centre MMC)
- Centrum Badań nad Fotonami (Photonics Research Centre PhRC)
- Centrum Inżynierii Precyzyjnej i Nanotechnologii (Precision Engineering and Nanotechnology PEN Centre)

### Klaster Inteligentnych Urządzeń i Systemów
- Centrum Czynnika Ludzkiego i Ergonomiki (Centre for Human Factors and Ergonomics CHFE)
- Centrum Zintegrowanych Obwodów i Systemów  (Centre for Integrated Circuits and Systems CICS)
- Centrum Inteligentnych Maszyn (Centre for Intelligent Machines CIM)
- Centrum Mechaniki Mikrosystemów (Centre for Mechanics of Micro-Systems CMMS)
- Centrum Badań Robotycznych (Robotics Research Centre RRC)

### Klaster Zaawansowanych Technik Komputerowych i Mediów
- Centrum Zaawansowanych Technologii Medialnych (Centre for Advanced Media Technology CAMTech)
- Centrum Badawcze Interakcji i Rozrywki (Interaction and Entertainment Research Centre IERC)
- Centrum Badań Bioinformatycznych (BioInformatics Research Centre BIRC)

### Klaster Informatyczno-Komunikacyjny (InfoComm Cluster)
- Centrum Badawcze Technologii Sieciowych (Network Technology Research Centre NTRC)
- Centrum Pozycjonownia i Technologii Bezprzewodowych (Positioning and Wireless Technology Centre PWTC)
- Centrum Multimediów i Technologii Sieciowych (Centre for Multimedia and Network Technology CeMNet)
- Centrum Przetwarzania Sygnału (Centre for Signal Processing CSP)
- Centrum Bezpieczeństwa Informatycznego (Centre for Information Security CIS)

## Kampus
Kampus Yunnan Garden jest zlokalizowany w południowo-zachodniej części miasta w odległości ok. 25 km od centrum. Zajmuje powierzchnię ok. 200 ha. Został zbudowany w 1986 roku na podstawie projektu Kenzo Tange. Kampus posiada kompletną infrastrukturę do prowadzenia e-learningu. Oprócz jednostek edukacyjnych i badawczych na terenie uniwersytetu znajdują się liczne budynki mieszkalne i rekreacyjne.

## Współpraca międzynarodowa
NTU bierze udział w licznych międzynarodowych projektach badawczych przy współpracy z innymi uczelniami o podobnym profilu. Partnerami uniwersytetu są m.in.

### Ameryka Północna
- MIT
- Uniwersytet Stanforda
- Uniwersytet Cornella
- Caltech
- University of Washington
- Carnegie Mellon University

### Azja
- Uniwersytet Pekiński
- Uniwersytet Jiao Tong w Szanghaju
- Uniwersytet Waseda
- Indyjskie Instytuty Technologiczne

### Europa
- Uniwersytet Cambridge
- Imperial College London
- Politechnika Federalna w Zurychu
- Instytut Karolinska
- Uniwersytet Techniczny w Monachium